# Locomotiva FS 471
Le locomotive a vapore del gruppo 471 sono state locomotive a vapore con tender per servizio merci pesante su linee acclivi a 5 assi motori accoppiati derivate dalla trasformazione di altrettante locomotive del gruppo 470.

## Storia
Le locomotive del gruppo 471 sono il prodotto della trasformazione di altrettante 470 con l'applicazione del sistema di surriscaldamento del vapore Schmidt. Il progetto della 470, elaborato nei primi anni del nuovo secolo, era stato approntato per costruire una locomotiva potente e bidirezionale per tratte in forte ascesa; per ottenere ciò il tender era stato realizzato in parte come serbatoio per l'acqua e in parte bagagliaio disponendo la carbonaia all'interno della cabina evitando l'aggancio di un ulteriore carro di servizio per il capotreno; ciò tuttavia limitava l'autonomia della locomotiva date le piccole scorte di carbone sufficienti all'effettuazione delle tratte in salita. Nell'esercizio corrente infatti si preferiva il cambio di macchina, una volta che il treno fosse giunto in pianura, mettendolo al traino di una locomotiva veloce. In seguito all'elettrificazione trifase dei Giovi e della Porrettana le gr.470 divennero esuberanti di numero e presto vennero progressivamente trasformate aprendo la cabina chiusa e agganciando loro un normale tender con scorte più elevate di carbone ed acqua. In seguito la maggior parte delle locomotive venne convertita in Gruppo 471; ciò le rese atte all'effettuazione di treni e vennero così assegnate ai vari depositi locomotive delle regioni ad orografia difficile come la Sicilia, in cui la predominanza di linee tortuose rendeva secondario il fatto che fossero tutto sommato delle macchine lente, e i depositi di Foligno, Fabriano e Sulmona per le tortuose e impervie linee dell'Italia centrale.
L'intera serie di locomotive ha concluso i suoi servizi alla fine degli anni sessanta ed è stata radiata nel 1970; 23 unità hanno mantenuta la cabina chiusa originale fino alla radiazione.

## Caratteristiche

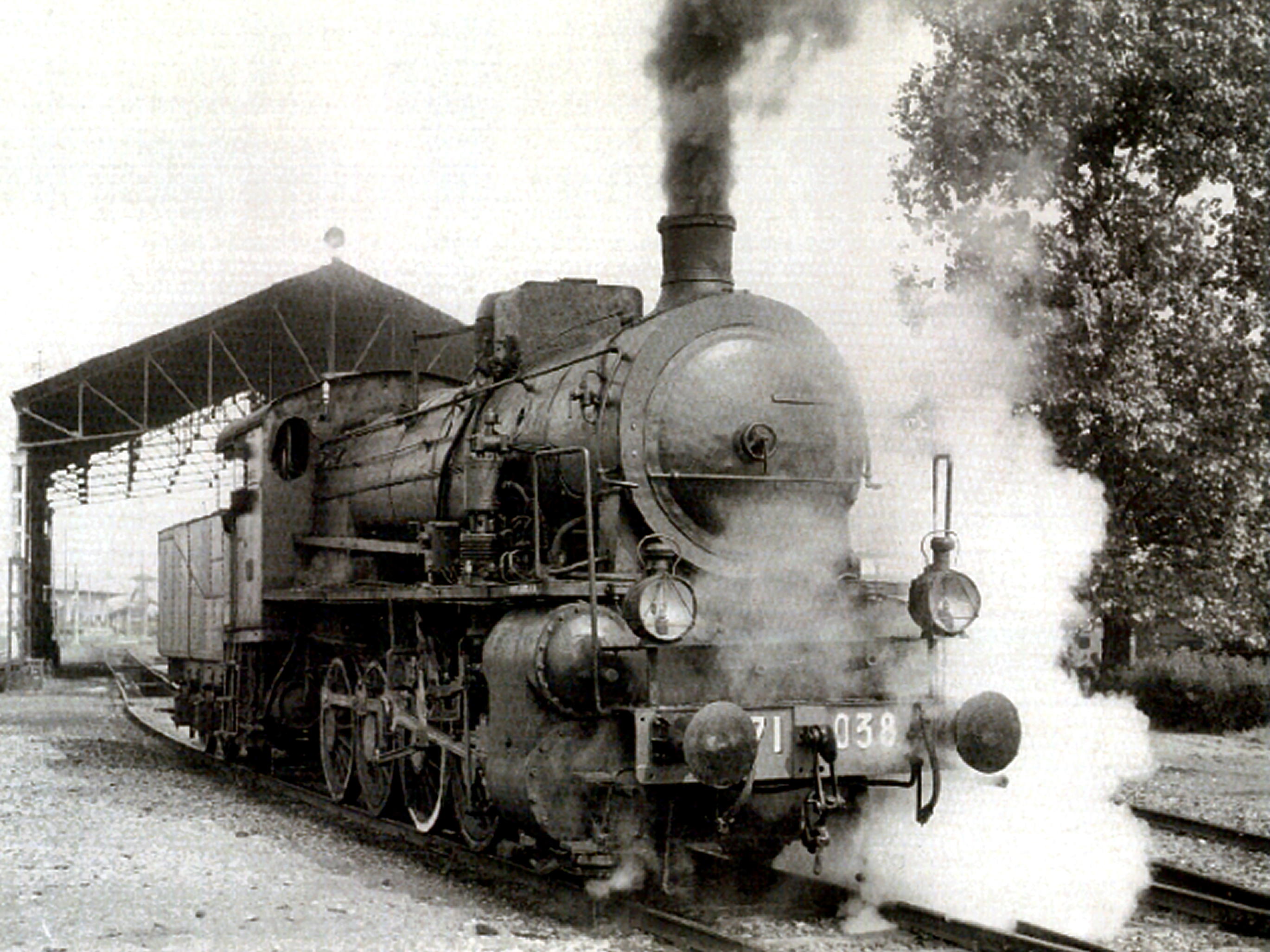
La 471.038

Le locomotive mantenevano le stesse caratteristiche generali delle loro progenitrici Gr. 470; erano a 5 assi accoppiati senza carrelli portanti di estremità; Mantenevano la stessa particolarità dell'asse centrale privo di bordino (soluzione adottata anche nell'E.550) per evitare un eccessivo passo rigido che avrebbe dato problemi di iscrizione nelle strette curve. La cabina di guida invece era stata trasformata nel tipo classico. Inoltre era stato applicato il surriscaldamento a 105 unità ex 470 a partire dal 1918 (che mantennero lo stesso numero progressivo precedentemente assegnato loro come 470).
La caldaia a 16 bar di pressione sviluppava la potenza di 1000 CV. Avevano un meccanismo motore a 4 cilindri sistema Plancher, di cui 2 erano a bassa pressione e 2 ad alta pressione.
Il tender originale a 2 assi, diviso in due parti (di cui la posteriore fungeva da bagagliaio) venne mantenuto solo su alcune unità; altre invece ottennero quello a tre assi ed altre ancora quello unificato a carrelli T22.
24 unità subirono la trasformazione del meccanismo motore con la maggiorazione del diametro dei cilindri ad alta pressione e vennero rimarcate con la numerazione progressiva da 200 in su; in parte erano comunque provenienti dalla serie ex-472.

## La "471" del ponte sul fiume Oglio (MN)
Un esemplare di questo gruppo (si pensava invece fosse qui coinvolta una locomotiva tedesca appartenente al tipo DR 56, trovatasi in Italia al seguito delle truppe germaniche) risulta sprofondata nei sedimenti del fiume Oglio, nella zona del ponte ubicato verso la S.P. ex S.S. n. 10 "Padana Inferiore" fra i comuni di Marcaria e Bozzolo (quest'ultimo famoso per don Primo Mazzolari), nel territorio mantovano, dalla data dell’undici ottobre 1944 quando la Wehrmacht costrinse sotto la minaccia dei mitra due ferrovieri originari di Cremona a passare con immenso rischio, visto i pesi enormi in gioco, sul ponte bombardato per ben sei volte e poi riparato in fretta e con mezzi di fortuna, data la zona sottoposta a bombardamenti. A quella data purtroppo le strutture del ponte risultavano oramai compromesse. Il risultato fu infatti catastrofico. La locomotiva e il convoglio di carri merce, in linea sull'acqua, precipitarono. 
Si è  arrivati sino all'anno 2025 per le operazioni di rimozione di un carro merci Oltre che per il valore storico e il rispetto dovuto alla memoria dei due macchinisti  deceduti, il recupero è  necessario per le opere di raddoppio della linea Mantova-Milano.